# Muž se zaječíma ušima
Snímek Muž se zaječíma ušima (slovensky Muž so zajačími ušami) je slovensko-česká koprodukční tragikomedie, režírovaná Martinem Šulíkem, kde hlavní roli ztvárnil Miroslav Krobot.
Česká premiéra byla původně ohlášena na říjen 2020, ale kvůli protipandemickým opatřením byla posunuta na 12. srpen 2021; na Slovensku se film promítal od počátku prázdnin.

## Děj filmu
Hrdinou filmu je spisovatel Josef, jemuž přes noc narostou zaječí uši, díky nimž získá nečekanou schopnost: slyší téměř všechny zvuky, včetně šepotu a navíc – myšlenky ostatních lidí. Po nějaké době u Josefa dojde ke konfliktu cizích a vlastních představ o sobě samém, což mu otevře oči. Následně se od své přítelkyně Katky dozví, že je s ním těhotná; Josef tak dostává poslední šanci, aby si uspořádal svůj dosavadní život.

## Obsazení
| Miroslav Krobot   | Josef           |
| Oldřich Kaiser    | kamarád         |
| Táňa Pauhofová    | dcera           |
| Alexandra Borbély | Katka           |
| Zuzana Mauréry    |                 |
| Zuzana Kronerová  | bývalá manželka |
| Réka Derzsiová    |                 |
| Vladimír Obšil    |                 |
| Tomáš Turek       |                 |
| Éva Bandor        |                 |
| Jana Oľhová       |                 |
| Dušan Trančík     |                 |
| Roman Polák       |                 |
| Juraj Johanides   |                 |
| Martin Šulík      |                 |
| Martin Štrba      |                 |
| František Lipták  |                 |
| Ivan Ostrochovský |                 |
| Martina Babišová  |                 |
| Ján Bavala        |                 |

## Výroba
Film se natáčel celkem na 22 místech, v okolí slovenské i české metropole. Jeho koproducenty jsou RTVS a Česká televize – Filmové centrum.

## Kritika
- Anežka Gavendová, Informuji.cz 70 %[6]
- Mirka Spáčilová, iDNES.cz / Mladá fronta DNES 55 %[7][8]

## Ocenění
Film získal ocenění za nejlepší režii a Cenu ekumenické poroty na 36. ročníku Varšavského mezinárodního filmového festivalu.